# Jaysen Ishida
Jaysen Scott Ishida (19 de enero de 1992) es un deportista estadounidense que compite en taekwondo. Ganó una medalla de plata en el Campeonato Panamericano de Taekwondo de 2018 en la categoría de –74 kg.

## Palmarés internacional
| Campeonato Panamericano | Campeonato Panamericano  | Campeonato Panamericano | Campeonato Panamericano |
| Año                     | Lugar                    | Medalla                 | Categoría               |
| ----------------------- | ------------------------ | ----------------------- | ----------------------- |
| 2018                    | Spokane (Estados Unidos) | Medalla de plata        | –74 kg                  |